# 65 czerwonych róż
65 czerwonych róż – kanadyjski film dokumentalny z 2009, opowiadający o Evie Markvoort, blogerce z New Westminster, która cierpiała na mukowiscydozę. Film ukazuje kilka miesięcy z życia Evy: jej walkę z chorobą, operację przeszczepu płuc oraz pracę nad blogiem.
Film miał premierę na Hot Docs Canadian International Documentary Festival. Na Vancouver International Film Festival zdobył trzy nagrody, w tym dla najbardziej popularnego kanadyjskiego filmu dokumentalnego.